# بات راب
بات راب (بالإنجليزية: Pat Rapp) هو لاعب كرة قاعدة أمريكي، ولد في 13 يوليو 1967 في جينينغز في الولايات المتحدة.

## وصلات خارجية
- بات راب على موقعبيزبول رفرنس.كوم (الدوري الرئيسي) (الإنجليزية)
- بات راب على موقعبيزبول رفرنس.كوم (الدوري الثانوي) (الإنجليزية)